# Katholisch-Muslimisches Forum
Das Katholisch-Muslimische Forum ist eine Veranstaltung, welche dem interreligiösen Dialog zwischen Katholiken und Muslimen dienen soll.
Der Anstoß für diese Veranstaltung war eine Rede von Papst Benedikt XVI. in Regensburg 2006, in welcher dieser über die Rolle der Gewalt im Islam sprach und dabei auch einen alten byzantinischen Kaiser zitierte, der erklärte, Mohammed habe nur „Schlechtes und Inhumanes“ gebracht. Im Oktober 2007 richteten 138 muslimische Führungspersönlichkeiten und Gelehrte unter dem Titel „Ein gemeinsames Wort zwischen Uns und Euch“ einen „Brief an führende Christen“, in welchem sie ein Interesse an einem derartigen Dialog bekundeten.
Daraufhin fand vom 4. bis 6. November 2008 das 1. Seminar statt, abgehalten wurde es im Vatikan. Von muslimischer Seite kamen überwiegend Vertreter des moderaten Spektrums. Ziel war es unter anderem, für mehr „Verständnis, auf beiden Seiten“ zu sorgen und Vorurteile abzubauen. Ein weiteres Thema war das Bild der Frau und deren „traditionelle Benachteiligung“ in beiden Gemeinschaften. Auch werden „Diskriminierung und Gewalt im Namen der Religion“ in einer gemeinsamen Erklärung klar abgelehnt. Von muslimischen Konservativen gab es teils Kritik an der Veranstaltung.
Vom 21. bis zum 23. November 2011 fand in Jordanien das 2. Seminar statt, im Konferenzgebäude des Aal al-Bayt Institute for Islamic Thought unter Leitung von Prinz Ghazi bin Muhammad. Thema war Vernunft, Glaube und Menschliche Person. Je 24 katholische wie islamische Vertreter nahmen am Dialog teil, in der gemeinsamen Abschlusserklärung wird unter anderem verkündet, dass die von „Gott geschenkte Menschenwürde“ von allen Menschen respektiert werden müsse.
Das 3. Seminar fand vom 11. bis zum 13. November 2014 in Rom statt. Das Motto war Zusammenarbeiten, um anderen zu dienen. Die Vertreter distanzieren sich in ihrer Abschlusserklärung erneut von religiös begründeter Gewalt, so sei es „nie hinnehmbar, solche Taten mit religiösen Motiven zu rechtfertigen oder mit Religion zu vermengen“.
Das 4. Seminar fand vom 6. bis 8. November 2017 in Berkeley (Kalifornien) in den Vereinigten Staaten statt. Es stand unter dem Thema Integral Human Development: Growing in Dignity. Catholic and Muslim perspectives. Viele Teilnehmer der muslimischen Delegation (unter Leitung von Shaykh Hamza Yusuf) kamen vom Zaytuna College, wo das Forum stattfand.